# ...For the Kids
Albums de Gym Class Heroes
Greasy Kid Stuff
(2000) The Papercut Chronicles
(2005)
...For the Kids est un album indépendant des Gym Class Heroes, diffusé en téléchargement gratuit à partir du 23 décembre 2001.

## Liste des titres
Toutes les chansons ont été écrites par les Gym Class Heroes.
| No  | Titre                      | Durée |
| --- | -------------------------- | ----- |
| 1.  | Thinking Out Loud          | 1:21  |
| 2.  | Food for Mic Skills        | 4:23  |
| 3.  | Oh My God                  | 3:56  |
| 4.  | A Beautiful Day            | 3:39  |
| 5.  | Extra Extra                | 5:40  |
| 6.  | Crab Apple Kids            | 4:20  |
| 7.  | Happy Little Trees         | 2:07  |
| 8.  | How It Was                 | 2:57  |
| 9.  | Noah                       | 3:59  |
| 10. | This Thing Called Life     | 4:43  |
| 11. | Eighty-Five                | 4:25  |
| 12. | Wejusfreestylin            | 1:29  |
| 13. | Pig Latin                  | 3:51  |
| 14. | Eighty-Five (SieONE Remix) | 4:08  |
| 15. | Hey Mina                   | 1:55  |

## Personnel
- Jason Amsel : guitare
- Milo Bonacci : guitare
- Ryan Geise : basse
- Travie McCoy : chanteur
- Matt McGinley : batterie
- Jim Paciulli : chanteur
- DJ Sie One : samples, cuts